# Personaggi di Ratchet & Clank

Da sinistra: il Capitano Qwark, il Dr. Nefarious, Ratchet e Clank contro l'esercito del Signore dei Loki nel trailer del videogioco Ratchet & Clank: Tutti per uno.

Questa lista comprende i personaggi della serie di videogiochi Ratchet & Clank.

## Personaggi principali

### Ratchet
Ratchet è un eroico e imprevedibile meccanico della razza Lombax, e uno dei due protagonisti della serie di videogiochi.

### Clank
Clank (nome datogli da Ratchet), il cui suo vero nome è XJ-0461, è un piccolo robottino dall'animo buono, migliore amico di Ratchet, e uno dei due protagonisti della serie di videogiochi.

### Capitano Qwark
Il Capitano Qwark è il secondo protagonista e antieroe della serie di videogiochi (apparso inizialmente come antagonista secondario nel primo capitolo del gioco Ratchet & Clank e in seguito come antagonista principale nel gioco Ratchet & Clank 2: Fuoco a volontà). Il personaggio è un eroe del passato e all'inizio era nemico di Ratchet e Clank ma poi divenne il loro alleato, ritornando in veste di comandante della Q-Force, in cui alla fine si redime al suo tradimento. A lui viene data molta importanza nel terzo videogioco, tant'è vero che nella stanza degli alloggi (nell'astronave Fenice) sono giocabili fino a cinque videofumetti di Qwark che raccontano la sua storia. Nel quarto capitolo Qwark si ritroverà a fronteggiare il suo vecchio nemico Dr. Nefarious e lo sconfiggerà. Inoltre, è sempre Qwark che dirige e pianifica le missioni. Va detto che il Capitano Qwark non rischia mai personalmente, e preferisce mandare gli altri a fare il cosiddetto lavoro sporco per poi assumersi il merito, facendo quindi capire quanto sia codardo, fastidioso, egocentrico, borioso, ridicolo e goffo, ma anche comico, divertente, onorevole e rispettabile.
È doppiato in inglese da Jim Ward e in italiano da Gianni Gaude (nei videogiochi) e da Massimo Lopez (nel film d'animazione).

### Talwyn Apogee
Talwyn Apogee è la protagonista femminile della serie, nonché il principale interesse amoroso di Ratchet, e una dolcissima e leale ragazza che possedeva un alto livello di conoscenza dei Lombax grazie a suo padre, da cui era cresciuta fino alla sua misteriosa scomparsa, il che significava che era in grado di leggere la lingua dei Lombax. Era anche un'abilissima combattente e aiutò Ratchet in vari combattimenti contro molti nemici. Sarebbe stata la ragione principale per cui Ratchet smise di cercare la razza dei Lombax, che credeva di avere più cose con lei nella sua dimensione attuale che con i Lombax. Talwyn è apparsa come seconda protagonista nei videogiochi Ratchet & Clank: Armi di distruzione, Ratchet & Clank: Alla ricerca del tesoro e Ratchet & Clank: Nexus, e menzionata diverse volte negli altri giochi Ratchet & Clank: A spasso nel tempo e Ratchet & Clank: Rift Apart.
È doppiata in inglese da Tara Strong (Armi di distruzione e Alla ricerca del tesoro) e da Ali Hillis (Nexus) e in italiano da Cinzia Massironi.

## Personaggi secondari

### Rivet
Rivet è la seconda protagonista del gioco Ratchet & Clank: Rift Apart, e una Lombax e la variante alternativa dal sesso femminile di Ratchet proveniente da un'altra dimensione differente, che fa squadra con il piccolo robot Clank mentre è separato dal suo compagno Lombax maschile quando il diabolico e infido Dr. Nefarious causa la distruzione del Dimensionatore. Membro della Resistenza che lavora per anni per fermare il regno tirannico del malvagio Imperatore Nefarious (una variante alternativa del Dr. Nefarious), Rivet in seguito si è alleata con Ratchet e Clank per sconfiggere sia l'Imperatore Nefarious che la sua variante e salvare il multiverso dalla distruzione. È anche la partner della robottina Kit (una variante alternativa di Clank).
È doppiata in inglese da Jennifer Hale e in italiano da Katia Sorrentino.

### Sasha Phyronix
Sasha Phyronix è il capitano dell'astronave spaziale Fenice, e la figlia del presidente di Marcadia, apparsa per la prima volta nel gioco Ratchet & Clank 3. Durante il corso del gioco dirigerà personalmente i piani organizzati da Qwark e aiuterà Ratchet e Clank fornendo loro informazioni utili sugli obiettivi di Nefarious e su come raggiungerlo. Sembra essere molto attratta da Ratchet. La Lombax è riapparsa anche in cameo nel videogioco Ratchet: Gladiator.
È doppiata in inglese da Leslie Carrara Rudolph e in italiano da Dania Cericola.

### Angela Cross
Angela Cross, conosciuta anche in versione maschile come il Ladro Misterioso, è la terza protagonista del videogioco Ratchet & Clank 2: Fuoco a volontà. Inizialmente era nemica e avversaria dei due eroi della prima metà del gioco, ma dopo aver rivelato le sue vere intenzioni, si allea con Ratchet e Clank per fermare la minaccia dei protopet alla galassia Bogon e sventare le assurde ambizioni del Capitano Qwark. Angela è apparsa anche in cameo nel gioco Ratchet & Clank 3, travestita da ladro, la Lombax assiste al film dell'Agente Segreto Clank.
È doppiata in inglese da Kath Soucie (come Angela Cross) e da Rodger Bumpass (come Ladro Misterioso) e in italiano da Dania Cericola.

### Idraulico
L'Idraulico è un abilissimo ingegnere, la cui principale professione è quella di un idraulico, sebbene sia anche un ottimo meccanico, apparso nel primo gioco della serie. Viaggia di galassia in galassia riparando, su buon compenso, tubature o sistemi danneggiati. L'Idraulico è veramente un personaggio unico e particolare, e in qualche modo riesce a essere d'aiuto in quasi tutte le avventure con i suoi modi spesso criptici e misteriosi. Il personaggio, durante il corso delle avventure senza fine, è apparso negli altri videogiochi Ratchet & Clank 2: Fuoco a volontà, Ratchet & Clank 3, Ratchet: Gladiator, Ratchet & Clank: Armi di distruzione, Secret Agent Clank, Ratchet & Clank: A spasso nel tempo, Ratchet & Clank: Tutti per uno, Ratchet & Clank: QForce e Ratchet & Clank: Nexus.
L'Idraulico è apparso brevemente in cameo nella scena finale dopo i titoli di coda del film d'animazione remake Ratchet & Clank, dove rimprovera i spettatori che ancora non ha lasciato la sala. Il personaggio è riapparso anche nell'adattamento videoludico del lungometraggio animato.
È doppiato in inglese da Neil Flynn (Ratchet & Clank (2002), Fuoco a volontà e Ratchet & Clank 3), da Jim Ward (Secret Agent Clank) e da Jess Harnell (Armi di distruzione, A spasso nel tempo, Tutti per uno, QForce, Nexus e Ratchet & Clank (2016)) e in italiano da Andrea De Nisco e da Giuseppe Calvetti (Secret Agent Clank).

### Big Al
Al, noto anche come Big Al, è un geniale inventore nel quale gestiva un negozio di riparazioni robotiche, apparso per la prima volta nel primo capitolo della serie videoludica. È infatti da lui che i due protagonisti Ratchet e Clank acquisteranno l'Eli-zaino. Ora fa parte della Q-Force, e ricopre il ruolo di specialista di elettronica e informatica del team. Il personaggio, durante il corso delle avventure senza fine, è apparso negli altri videogiochi (Ratchet & Clank 3, Ratchet: Gladiator, Ratchet & Clank: Going Mobile e Ratchet & Clank: A spasso nel tempo), compreso nel videogioco remake del 2016.
È doppiato in inglese da Chris Hatfield e in italiano da Andrea De Nisco (nei videogiochi) e da Diego Sabre (Gladiator).

### Zephir
Zephir è uno dei due vecchi robot da guerra di Talwin Apogee, matto, affiatato e letale, sebbene litiga spesso con Cronk di continuo tra loro. Il personaggio è apparso nei videogiochi Ratchet & Clank: Armi di distruzione, Ratchet & Clank: Alla ricerca del tesoro, Ratchet & Clank: A spasso nel tempo, Ratchet & Clank: Tutti per uno e Ratchet & Clank: Nexus.
È doppiato in inglese da Paul Eiding e in italiano da Riccardo Peroni.

### Cronk
Cronk è uno dei due vecchi robot da guerra di Talwin Apogee, matto, affiatato e letale, sebbene litiga spesso con Zephir di continuo tra loro. Il personaggio è apparso nei videogiochi Ratchet & Clank: Armi di distruzione, Ratchet & Clank: Alla ricerca del tesoro, Ratchet & Clank: A spasso nel tempo, Ratchet & Clank: Tutti per uno e Ratchet & Clank: Nexus.
È doppiato in inglese da Dan Hagen e in italiano da Marco Balzarotti.

### Susie
Susie è una tenera e adorabile bambina tharpod di colore blu proveniente dal pianeta Magnus che fa amicizia con Ratchet, Clank, il Capitano Qwark e il Dr. Nefarious, apparsa unicamente nel videogioco spin-off Ratchet & Clank: Tutti per uno. Susie è una bambina tharpod, che vive in un villaggio nei Prati di Tortem Fi con i suoi due amorevoli genitori. È una Galactic Scout con numerosi distintivi e il suo pallone volante che usa per viaggiare quando è una Galactic Scout. A un certo punto, quando i Minion hanno fatto irruzione a Uzo City, i Minion guidati da Ephemeris, razziano Tortem Fi, il che provoca la morte dei suoi genitori. Da allora lei, un Tharpod più anziano e numerosi altri Tharpod vengono trasferiti qua e là dai Minion che costruiscono recinti per le creature. Successivamente nel presente salva l'eroico Lombax meccanico Ratchet, la sua spalla robotica Clank e l'egocentrico Capitano Qwark, compreso il diabolico Dr. Nefarious dalla struttura di smistamento ai margini delle Pianure di Aldaros, consentendo loro di scappare usando il Vac-U 4000. Dopo essere fuggiti, li conduce verso il suo villaggio, dove viene catturata da un gravoide. Dopo averlo inseguito per salvarla, gli eroi trovano Susie che calpesta il corpo del gravoide. Tornano al villaggio dove Ratchet scambia l'Anziana Tharpod per suo padre. Viene poi rivelato che è un'orfana, che ha perso i genitori nell'attacco di Ephemeris a Tortem Fi. Cerca di guidare un assalto con due compagni esploratori galattici, ma viene fermata da Ratchet, poi le viene detto che attaccare Ephemeris non riporterà indietro i suoi genitori. Lui convince lei e i suoi due amici esploratori a sorvegliare il perimetro dove è sicuro. Dopo la morte del Signore dei Loki se ne torna a casa.
È doppiata in inglese da Cristina Pucelli e in italiano da Deborah Morese.

### Jak
Jak è il protagonista della serie di videogiochi Jak and Daxter. Nel primo capitolo (Jak and Daxter: The Precursor Legacy), Jak appare come un ragazzo semplice, molto atletico e silenzioso (non pronuncerà una sola parola durante tutto il gioco). Il personaggio tuttavia subirà un forte cambiamento a partire dal sequel Jak II: Renegade, assieme anche allo stile della serie (molto più Cyberpunk e meno allegra e spensierata). Jak infatti appare stavolta come personaggio parlante, con dentro di sé i poteri dell'eco oscuro per esser stato vittima di un esperimento iniziale, che lo renderanno molto più cupo ed in grado di mutarsi in Dark Jak. In Jak 3 grazie ai poteri dei Precausor risveglia in se l'eco luminoso assumendo fattezze angeliche. Si dimostra un valido pilota: vince il campionato e batte Errol nel secondo gioco, nel terzo gioco batte Kleiver con un mezzo nettamente superiore al suo e in Jak X vince il campionato mondiale, battendo avversari del calibro di Razer e UR-86. Nell'ultimo capitolo (Jak and Daxter: Una sfida senza confini), il protagonista si trova ai confini del mondo pilotando invece navette volanti nettamente superiori ai veicoli di Haven City. Jak è apparso anche come uno dei tre protagonisti nel videogioco crossover PlayStation Move Heroes - Insieme per la prima volta (insieme con Ratchet e Sly Cooper), e successivamente nell'altro gioco PlayStation All-Stars Battle Royale.
È doppiato in inglese da Mike Erwin e in italiano da Claudio Moneta.

### Daxter
Daxter è la spalla di Jak e il secondo protagonista della serie di videogiochi Jak and Daxter. Per quasi tutta l'avventura infatti si troverà sulla sua spalla. Daxter apparteneva inizialmente alla stessa razza di Jak. Tuttavia, a causa di una caduta in una pozza di eco oscuro all'inizio del primo gioco Jak and Daxter: The Precursor Legacy, viene trasformato in una specie di topo arancione che poi si scoprirà, in Jak 3, essere in realtà un Precursor. Daxter è un gran chiacchierone, non molto coraggioso come il suo compagno, ma comunque sempre disposto ad aiutarlo formando con lui una solida coppia. Nel primo capitolo originale non sarà mai giocabile e si limiterà a stare sulla spalla dell'amico. In Jak II: Renegade avremo il controllo di Daxter in due occasioni: quando è inseguito da un gigantesco ragno e quando dovrà rimpiazzare Jak in una corsa del campionato di Haven City che, vincendo, permette alla scuderia di Kiera di gareggiare in finale. Nel terzo dovrà passare attraverso tubi e cunicoli per rendere possibile all'amico il passaggio di vari ostacoli. Dovrà pure guidare un razzo, destinato però a schiantarsi durante la guerra a Haven City, per liberare un passaggio altrimenti bloccato. All'inizio era evidente che Daxter avesse una cotta per Kiera, ma a partire dal secondo gioco si innamora di Tess, una ragazza appartenente al "Mondo Sotterraneo", e nel terzo gioco viene trasformata a causa di una sua domanda posta male in un Ottsel. Daxter è apparso anche come uno dei tre secondi protagonisti nel videogioco crossover PlayStation Move Heroes - Insieme per la prima volta (insieme con Clank e Bentley), e successivamente nell'altro gioco PlayStation All-Stars Battle Royale. Il personaggio è apparso brevemente in cameo nel film d'animazione remake Ratchet & Clank, dove si vede solo nello schermo di Clank per capire la razza di Ratchet.
È doppiato in inglese da Max Casella e in italiano da Daniele Demma.

### Sly Cooper
Sly Cooper è il protagonista dell'omonima serie di videogiochi, e un procione ultimo discendente di una grande dinastia di ladri specializzati nel rubare ad altri criminali più pericolosi. Rimasto orfano, durante la perdita della sua famiglia per colpa del malvagio Clockwerk e il suo Quintetto Diabolico, in orfanotrofio conosce la tartaruga Bentley e l'ippopotamo Murray, che diventano i suoi migliori amici e i suoi complici quando decide di seguire le orme dei suoi antenati. Sebbene sia piuttosto arrogante, spaccone, astuto, inafferrabile e sfuggente, è molto leale, onorevole, generoso e affezionato ai suoi amici, oltre che disposto a tutto per mantenere alto l'onore della sua famiglia. È dotato di agilità fuori dal comune, potendo saltare su superfici piccolissime e correre in equilibrio su fili senza alcuno sforzo; porta sempre con sé il bastone uncinato simbolo della sua famiglia, che è anche il suo principale strumento di furto. È costantemente inseguito dalla bellissima e instancabile ispettrice volpe Carmelita Fox che, paradossalmente, è anche il principale interesse amoroso del ladro procione. Sly è apparso nuovamente anche come uno dei tre protagonisti nel videogioco crossover PlayStation Move Heroes - Insieme per la prima volta (insieme con Ratchet e Jak), e successivamente nell'altro gioco PlayStation All-Stars Battle Royale. Il personaggio è apparso brevemente in cameo nel film d'animazione remake Ratchet & Clank, dove si vede solo nello schermo di Clank per capire la razza di Ratchet.
È doppiato in inglese da Kevin Miller e in italiano da Gianmarco Ceconi.

### Bentley
Bentley è il secondo protagonista della serie di videogiochi Sly Cooper, e la più grande mente del gruppo dell'inafferrabile ladro procione, è una tartaruga le cui conoscenze interessano praticamente tutti i campi del sapere: in particolare è un esperto di robotica e demolizioni, nonché un eccellente hacker e decriptatore. Di carattere pauroso ed ansioso, si dimostra molto spesso di grande coraggio e prontezza di spirito, soprattutto quando i suoi compagni sono in difficoltà. Inizialmente piuttosto cauto e restio a scendere direttamente in campo, a partire dal secondo capitolo partecipa più attivamente alle missioni armato con una balestra a dardi soporiferi e delle bombe. Al termine dello stesso gioco resta coinvolto in un incidente che gli paralizza gli arti inferiori, costringendolo a stare su una sedia a rotelle debitamente modificata per inserirvi tutti i suoi congegni. Bentley è apparso anche come uno dei tre secondi protagonisti nel videogioco crossover PlayStation Move Heroes - Insieme per la prima volta (insieme con Clank e Daxter), e successivamente nell'altro gioco PlayStation All-Stars Battle Royale.
È doppiato in inglese da Matt Olsen e in italiano da Riccardo Peroni.

### Cora Veralux
Cora Veralux è una giovane Markaxiana e membro dei Ranger Galattici, apparsa nel film d'animazione remake Ratchet & Clank e nel suo omonimo adattamento videoludico.
È doppiata in inglese da Bella Thorne e in italiano da Greta Menchi (nel film d'animazione) e da Chiara Francese (nell'adattamento videoludico del film).

### Elaris
Elaris è un membro ufficiale del team di supporto dei Ranger Galattici, apparsa nel film d'animazione remake Ratchet & Clank e nel suo omonimo adattamento videoludico.
È doppiata in inglese da Rosario Dawson e in italiano da Perla Liberatori (nel film d'animazione) e da Katia Sorrentino (nell'adattamento videoludico del film).

### Brax Lectrus
Brax Lectrus è un altro membro dei Ranger Galattici, apparso nel film d'animazione remake Ratchet & Clank e nel suo omonimo adattamento videoludico.
È doppiato in inglese da Vincent Tong (nel film d'animazione) e da Mick Wingert (nell'adattamento videoludico del film) e in italiano da Gianluca Cortesi (nel film d'animazione) e da Domenico Brioschi (nell'adattamento videoludico del film).

### Grimroth Razz
Grimroth Razz, soprannominato Grim, è un anziano meccanico del pianeta Veldin, mentore e padre adottivo di Ratchet, apparso nel film d'animazione remake Ratchet & Clank e nel suo omonimo adattamento videoludico. Nel videogioco ha un fratello gemello di nome Felton Razz, che gestisce un villaggio vacanze su Pokitaru.
È doppiato in inglese da John Goodman (nel film d'animazione) e da Travis Willigham (nell'adattamento videoludico del film) e in italiano da Francesco Pannofino (nel film d'animazione) e da Stefano Albertini (nell'adattamento videoludico del film).

## Antagonisti

### Dr. Nefarious
Il Dr. Nefarious è l'antagonista principale dei giochi Ratchet & Clank 3 e Ratchet & Clank: A spasso nel tempo, e un robotico scienziato pazzo e arcinemico di Ratchet e Clank . Nella sua prima comparsa, in passato, per via di un incidente causato dal borioso Capitano Qwark, con cui già in precedenza aveva avuto un pessimo rapporto, diventa un robot. Si convince talmente tanto che i robot siano migliori delle forme di vita organiche al punto da decidere di pianificare lo sterminio di tutte le razze che non siano la sua. Alla fine del terzo capitolo del gioco viene sconfitto, ma riesce a teletrasportarsi in un punto sconosciuto dello spazio, ritrovandosi su di un asteroide vagante, insieme al suo fedele maggiordomo Lawrence che suona un basso elettrico. Il personaggio è apparso nuovamente in cameo alla fine del gioco Ratchet: Gladiator, insieme a Lawrence, dopo i titoli di coda dove continua a vagare per lo spazio alla ricerca di un pianeta. Nefarious appare brevemente nel finale dell'avventura del videogioco Ratchet & Clank: Alla ricerca del tesoro, dove il meccanico Lombax scopre che gli Zoni hanno precedentemente rapito Clank per suo conto di realizzare in seguito un nuovo piano malvagio per conquistare i mondi con i viaggi nel tempo dopo aver scoperto che il piccolo robottino è il nuovo Custode dell'Orologio, ma purtroppo viene sconfitto di nuovo dai due protagonisti, durante l'ultimo scontro nella sua grande Stazione Spaziale. In Ratchet & Clank: Tutti per uno diviene stavolta come uno dei quattro protagonisti e antieroe del videogioco spin-off dove è costretto a stipulare una tregua e aiutare malinconicamente i suoi fastidiosi nemici (Ratchet, Clank e il Capitano Qwark) per sconfiggere il malvagio Signore dei Loki e il suo esercito. Nefarious non è comparso fisicamente nella storia del gioco spin-off Ratchet & Clank: QForce, viene solo visto ad apparire come uno dei personaggi multigiocatore, era disponibile come parte del pacco dei cattivi (insieme al Presidente Drek e l'Imperatore Percival Tachyon). Il Dr. Nefarious ricompare anche come antagonista secondario nel gioco Ratchet & Clank: Rift Apart, dove incontra la sua folle e spietata variante alternativa, conosciuta come l'Imperatore Nefarious.
Il Dr. Nefarious è apparso anche come antagonista principale nel film d'animazione remake Ratchet & Clank e nel suo omonimo adattamento videoludico. A differenza della versione originale, in questa incarnazione del personaggio si dimostra uno scienziato terribilmente più sadico, spietato, crudele, senza cuore, maniacale, vendicativo, megalomane, manipolativo, pericoloso e di pura malvagità in cui non possiede nessuna qualità redentrice. Il personaggio è riapparso anche come antagonista principale nel cortometraggio d'animazione Ratchet & Clank: Lie of Pie.
È doppiato in inglese da Armin Shimerman e in italiano da Riccardo Rovatti (nei videogiochi) e da Luca Dal Fabbro (nel film d'animazione).

### Presidente Drek
Alonzo Drek, conosciuto meglio come il Presidente Drek, è l'antagonista principale del primo capitolo del gioco Ratchet & Clank (nonché il primo avversario dei due protagonisti), e l'avido e spietato imprenditore delle Drek Industries e dittatore dell'infida razza dei Blarg. È anche responsabile dell'inquinamento intenzionale del suo pianeta natale Orxon, in modo da trarre profitto dalla costruzione di un nuovo pianeta. È anche presumibilmente il peggior nemico di Clank, poiché non solo Drek è principalmente, anche se indirettamente, responsabile della creazione del robottino e ha cercato di ucciderlo fin dal primo momento in cui è fuggito dalla fabbrica di robot Blarg su Quartu, ma non ha perso tempo durante lo scontro finale sul pianeta Veldin per dire a Clank quanto fosse deluso per averlo tradito, ammettendo anche che era un vero peccato perché il robottino era una risorsa potenziale e utile per i piani di distruzione e conquista planetaria di Drek. Dopo essere stato sconfitto da Ratchet e Clank, viene scaraventato con il suo grande robot nel nuovo pianeta Quartu, per poi morire dall'esplosione del suo stesso cannone, causato dai due protagonisti, ponendo fine le sue ambizioni malvagie e il suo genocidio. Drek è apparso brevemente in tramite flashback nei giochi Ratchet & Clank 2: Fuoco a volontà, Ratchet & Clank 3, Ratchet: Gladiator, Ratchet & Clank: L'altezza non conta, Ratchet & Clank: Armi di distruzione e Ratchet & Clank: Nexus. Il personaggio non è apparso fisicamente nella storia del videogioco spin-off Ratchet & Clank: QForce, viene solo visto ad apparire come uno dei personaggi multigiocatore, era disponibile come parte del pacco dei cattivi (insieme al Dr. Nefarious e l'Imperatore Tachyon), mentre in Ratchet & Clank: Rift Apart appare come una sua variante nella dimensione alternativa di Rivet e Kit a forma di pecora gestita dalla Resistenza (molto simile al film d'animazione remake del 2016).
Il Presidente Drek è riapparso anche come uno degli antagonisti nel film d'animazione remake e nel suo adattamento videoludico. Il personaggio è molto simile alla sua versione originale in cui è l'oppressivo CEO delle Drek Industries e leader della razza dei Blarg. Tuttavia, non era abbastanza sadico e crudele come la sua controparte originale quando ammette di fronte al Capitano Qwark le sue azioni distruttive, dicendo che i sacrifici degli abitanti dei loro pianeti sia un bene superiore solo che non capisce di essere stato manipolato lui stesso dal Dr. Nefarious.
È doppiato in inglese da Kevin Michael Richardson (Ratchet & Clank), da Paul Giamatti (nel film d'animazione e nell'adattamento videoludico del film) e da Eric Bauza (nell'adattamento videoludico del film) e in italiano da Riccardo Rovatti (nel primo videogioco), da Massimo Rossi (nel film d'animazione) e da Gianni Quillico (nell'adattamento videoludico del film).

### Imperatore Percival Tachyon
L'Imperatore Percival Tachyon è l'antagonista principale del gioco Ratchet & Clank: Armi di distruzione, e il perfido e tirannico supremo dell'esercito imperiale dei Cragmiti e imperatore temporaneo della galassia di Polaris. Ha guidato una campagna nello sterminio dell'intera razza dei Lombax su Fastoon per vendicarsi dell'esilio della sua specie alla fine della Grande Guerra. È anche responsabile della morte dei genitori di Ratchet. Tachyon è deciso di invadere e attaccare Meridian City come subdolo piano per eliminare Ratchet ad ogni costo, ma sfortunatamente viene sconfitto dai due protagonisti e finisce di essere risucchiato da un buco nero, mentre il dimensionatore viene irrimediabilmente danneggiato, durante il loro più duro scontro finale. Il personaggio è apparso brevemente nel videogioco Ratchet & Clank: A spasso nel tempo, e viene anche visto ad apparire come uno dei personaggi multigiocatore nel capitolo videoludico spin-off Ratchet & Clank: QForce in cui era disponibile come parte del pacco dei cattivi (insieme al Dr. Nefarious e il Presidente Drek). Tachyon è un Cragmite e la sua specie ha cercato di controllare l'universo ma è stata sconfitta dai Lombax. Allora era ancora un uovo e i Lombax lo hanno cresciuto per pietà e quando ha scoperto le sue vere origini, ha giurato di distruggere i Lombax e li ha condotti in un'altra dimensione e uccisi. Mentre il Dr. Nefarious è considerato l'antagonista principale della serie, lo spietato imperatore è più volte considerato l'arcinemico personale di Ratchet a causa della loro storia.
È doppiato in inglese da Andy Morris e in italiano da Daniele Demma.

### Lawrence
Lawrence è il fedele maggiordomo robotico del Dr. Nefarious, apparso per la prima volta nel gioco Ratchet & Clank 3. Di indole tranquilla, ma dotato di uno spiccato senso dell'umorismo, Lawrence obbedisce a ogni desiderio del suo padrone e lo segue sempre in ogni occasione, su qualsiasi pianeta. Nel tempo libero suona un basso elettrico. Il personaggio è apparso anche negli altri videogiochi Ratchet: Gladiator, Ratchet & Clank: A spasso nel tempo, Ratchet & Clank: Tutti per uno e Ratchet & Clank: Rift Apart.
È doppiato in inglese da Michael Bell e in italiano da Oliviero Corbetta.

### Klunk
Klunk (conosciuto originariamente come l'XJ-0461 2) è un malvagio clone robotico di Clank, creato dal diabolico Dr. Nefarious per sostituire il robottino protagonista e spiare Ratchet e la Q-Force, apparso per la prima volta nel gioco Ratchet & Clank 3. Il personaggio è riapparso anche come antagonista principale nel videogioco spin-off Secret Agent Clank, in cui gli diede un nome in codice come il Boss e raffigura lo stile di Ernst Stavro Blofeld (arcinemico di James Bond). Klunk viene anche menzionato nel gioco Ratchet & Clank: A spasso nel tempo.
È doppiato in inglese da David Kaye e in italiano da Aldo Stella.

### Courtney Gears
Courtney Gears è l'antagonista secondaria del gioco Ratchet & Clank 3, e una pop star dalla personalità molto più contorta, stravagante, ingannevole, sadica, spietata, crudele, fatale, senza cuore e di pura malvagità che cospira solo con il Dr. Nefarious per spazzare via ogni forma di vita organica nella galassia di Solana, ma i suoi sforzi vengono sventati da Ratchet dopo averla sconfitta sul pianeta Obani Draco, anche se alla fine sopravviverà e rimarrà comunque una meritata punizione per il resto della serie.
È doppiata in inglese da Melissa Disney e in italiano da Elisabetta Cesone.

### Gleeman Vox
Gleeman Vox è l'antagonista principale del gioco Ratchet: Gladiator. Si tratta di un alieno dalle fattezze di un grosso squalo antropomorfo, ed un uomo d'affari completamente avido, disonesto, corrotto, sadico, spietato, crudele, assetato di potere, puramente malvagio, ambizioso, temuto, sleale, infido, implacabile, viscido e senza scrupoli pronto a tutto per il proprio affare. È un boss del crimine e il capo dell'omonimo impero mediatico, nonché fondatore del Vox Network e il presidente e produttore di DreadZone. Vox decide di rapire Ratchet che lo costringe a combattere per la via di un collare impiantatogli durante il tragitto, e lo minaccia di fare esplodere se il Lombax non farà ciò che gli ordina, in un reality show, Dreadzone, dove si battono fra loro gli eroi più pericolosi di tutta la galassia, anche loro rapiti. Dopo le numerose sfide, Vox propone a Ratchet una campagna pubblicitaria a suo nome, promettendogli immensi guadagni, ma però quest'ultimo si rifiuta onestamente di collaborare perché lo considera infatti il tutto una crudeltà, facendo infuriare il boss criminale che tentò di uccidere il protagonista. Dopo essere stato sconfitto definitivamente da Ratchet, durante il boss finale del gioco, muore dall'esplosione della sua astronave, mentre lui era ancora a bordo.
È doppiato in inglese da Michael Bell e in italiano da Pietro Ubaldi.

### Ace Hardlight
Ace Hardlight è l'antagonista secondario del gioco Ratchet: Gladiator, un tempo era un grande eroe rispettato in tutta la galassia, ora è un personaggio freddo, spietato, corrotto, sleale e infido disprezzato da tutti, nonostante ciò è il leader degli Sterminatori nonché il fedele braccio destro di Gleeman Vox.
È doppiato in inglese da André Sogliuzzo e in italiano da Tony Fuochi.

### Alister Azimuth
Il generale Alister Azimuth è il secondo protagonista antieroico e boss finale del gioco Ratchet & Clank: A spasso nel tempo, e un ex venerato leader della razza Lombax, fu bandito dal suo clan per aver dato la tecnologia Lombax al perfido Imperatore Percival Tachyon, che un giorno sarebbe diventato il sovrano della galassia Polaris. L'obiettivo di Azimuth divenne cercare il Grande Orologio e cambiare il passato per salvare i Lombax dalla distruzione.
È doppiato in inglese da Joey D'Auria e in italiano da Tony Fuochi.

### Imperatore Otto DeStruct
L'Imperatore Otto DeStruct è l'antagonista principale del gioco spin-off Ratchet & Clank: L'altezza non conta, e il malvagio e crudele sovrano dei Tecnomiti e soprattutto il padrone di Luna. È stato anche colui che ha commissionato la creazione dei cloni di Ratchet e ha cercato di uccidere Ratchet e Clank una volta scoperta la verità. In realtà voleva il DNA di Ratchet per creare i cloni con il suo robot subordinato Luna e usarli per radunare tutti gli esseri più intelligenti di Solana e usare il suo dispositivo principale che aveva creato per mettere tutta la loro intelligenza nella sua mente, rendendolo la creatura più intelligente dell'universo. A causa del fatto che Ratchet e Clank operavano come una squadra, i nuovi cloni non erano particolarmente efficaci e di conseguenza, Otto DeStruct si assunse la responsabilità di distruggere i due protagonisti.
È doppiato in inglese da Jim Ward e in italiano da Marco Balzarotti.

### Luna
Luna è l'antagonista secondaria del gioco spin-off Ratchet & Clank: L'altezza non conta, e una piccola robot dalle sembianze ingannevoli di una ragazzina al servizio del malvagio Imperatore Otto DeStruct. Il personaggio compare per la prima volta in scena mentre scatta foto a Ratchet sulla spiaggia di Pokitaru, sostenendo di stare lavorando a un progetto sull'eroismo. Mentre è lì, viene a conoscenza del tentativo del Capitano Qwark di trovare i suoi genitori, che Otto DeStruct sfrutterà per manipolarlo. Dopo averlo fatto combattere contro alcuni robot, viene "rapita". Ratchet e Clank la inseguono su Kalidon, dove si presenta formalmente. Ratchet diventa sospettoso quando la voce di Luna diventa improvvisamente matura, e all'improvviso colpisce Clank, mettendolo KO. Anche Ratchet viene messo KO fuori dallo schermo e portato in un laboratorio, e Clank viene messo su Metalis, un pianeta discarica. Mentre Ratchet era privo di sensi nel laboratorio, il suo DNA è stato estratto. Clank salva Ratchet e, prima di lasciare il laboratorio, trovano una trasmissione di Luna che conversa con l'imperatore Otto DeStruct, rivelando che ha piazzato delle prove false per ingannare Qwark. Attraverso le coordinate trovate sul messaggio, la rintracciano a Challax, dove apprendono che è un robot, ma lei fugge immediatamente con dei razzi incorporati e Ratchet e Clank la seguono a Dayni Moon. Dopo averla trovata, affrontano Luna e lei spiega che i tecnomiti avevano pianificato di creare un esercito dal DNA di Ratchet, sostenendo che il loro motivo è che i tecnomiti non sono accreditati correttamente per le loro invenzioni. Tenta di uccidere Ratchet e Clank ma viene sconfitta. Clank si interfaccia con i suoi resti per ottenere le coordinate dai suoi dati, ma la sicurezza lo ha fulminato e viene messo KO. Ratchet lo rianima e ottengono le informazioni di cui avevano bisogno.
È doppiata in inglese da Nicole Sullivan e in italiano da Gianluca Iacono.

### Signore dei Loki
Il Signore dei Loki (conosciuto anche come lo Spirito Toranux oppure il Signor Dinkles) è l'antagonista principale del gioco spin-off Ratchet & Clank: Tutti per uno. Si tratta di un essere energetico, tirannico, distruttivo e puramente malvagio, e il leader dei spiriti maligni del pianeta Magnus, chiamati i Loki, in cui ha posseduto il corpo dell'animale domestico del Dr. Frumpus Croid e ha costretto il Dr. Nevo Binklemeyer (il vecchio assistente di Croid) ad agire per suo conto di conquistare i mondi. Ha fatto usare a Nevo come una pedina per radunare le  creature più pericolose dell'universo da usare come ospiti per lui e la sua specie, costruendo anche un esercito dei robotici Collezionisti. Lo Spirito Toranux ha impiegato il comandante robot Spog per guidare il suo esercito e l'intelligenza artificiale Steward per gestire le sue operazioni, e infine ha rapito Ratchet, Clank, il Capitano Qwark e il Dr. Nefarious e li ha portati da Magnus, finché i suoi malefici piani continuano. A quanto pare nelle sue azioni distruttive aveva terrorizzato gli abitanti del pianeta per oltre un secolo, radendo al suolo le loro città e i loro insediamenti, causando terribilmente sofferenza, paura e perdita tra loro, tanto che desideravano tornare ai "bei vecchi tempi", di cui i poveri bambini sono rimasti orfani a causa dei suoi attacchi a Magnus, come nel caso della dolce Susie e i suoi vecchi amici, che erano stati sfollati perché i loro genitori erano rimasti uccisi nello stesso attacco. Alla fine i quattro protagonisti in tregua trovarono e combatterono il loro nemico più terribile dopo aver scoperto che era la mente dietro a Nevo. Dopo il boss finale, il Signore dei Loki ha tentato di impossessarsi del corpo di Qwark come suo nuovo ospite ma purtroppo viene fermato e annientato dal robotico scienziato pazzo Dr. Nefarious sotto gli occhi sbalorditi dei suoi tre arcinemici, e ad allora non avendo più da possedere un nuovo corpo per sopravvivere si dissolve definitivamente.
È doppiato in inglese da Steve Blum e in italiano da Ivo De Palma (solo mentre possedeva il corpo del Signor Dinkles).

### Mr. Occhio
Mr. Occhio è un anti cyborg gigante, potente capo degli Anti. Soprannominato Mr. Occhio da Vendra, la quale sembra essere l'unica in grado di comprendere la sua lingua sconosciuta. Il personaggio è apparso per la prima volta come il vero boss finale nel gioco Ratchet & Clank: Nexus.

### Vendra Prog
Vendra Prog è l'antagonista principale del gioco Ratchet & Clank: Nexus. È una supercriminale galattica, non si sa nulla delle sue tragiche origini o dei suoi strani poteri ma di certo non è una tipa amichevole, ma è totalmente folle, spietata, pericolosa, senza scrupoli, beffarda, ingannevole, alquanto intelligente e soprattutto ambigua.
È doppiata in inglese da Nika Futterman e in italiano da Loretta Di Pisa.

### Neftin Prog
Neftin Prog è l'antagonista secondario del gioco Ratchet & Clank: Nexus. È il fratello gemello di Vendra molto bravo nell'acquisire informazioni. Sebbene non sia un'efferata mente criminale, al fianco di Vendra è duro e letale anche se non si direbbe. È disposto a tutto pur di proteggere sua sorella gemella.
È doppiato in inglese da Fred Tatasciore e in italiano da Mario Zucca.

### Victor Von Ion
Il tenente Victor Von Ion è uno dei due antagonisti secondari del film d'animazione remake Ratchet & Clank e del suo omonimo adattamento videoludico. Si tratta dell'imponente leader robotico delle armate delle Drex Industries, braccio destro del Presidente Drek e nemico giurato di Clank.
È doppiato in inglese da Sylvester Stallone (nel film d'animazione) e da Mark Silverman (nell'adattamento videoludico del film) e in italiano da Massimo Corvo (nel film d'animazione) e da Renzo Ferrini (nell'adattamento videoludico del film).

### Zed
Zed è un piccolo robot esuberante ed impacciato nonché assistente del Presidente Drek ma alla fine divenne un collaboratore dell'anziano meccanico Grimroth "Grim" Razz, dopo essere stato lasciato indietro a tradimento dallo stesso leader dei Blarg, apparso per la prima volta nel film d'animazione remake Ratchet & Clank. Nell'adattamento videoludico è apparso anche come un compagno di cella del Capitano Qwark dopo la sua incarcerazione. Il personaggio è riapparso anche nel cortometraggio d'animazione Ratchet & Clank: Lie of Pie.
È doppiato in inglese da Andrew Cownden (Ratchet & Clank e Lie of Pie) e da Sam Riegel (nell'adattamento videoludico del film) e in italiano dal youtuber Favij (nel film d'animazione).

### Imperatore Nefarious
L'Imperatore Nefarious è l'antagonista principale del gioco Ratchet & Clank: Rift Apart, e una versione alternativa del Dr. Nefarious e arcinemico di Rivet e Kit in cui è riuscito a prendere il controllo della sua intera dimensione e a governarla con il pugno di ferro per anni prima di decidere di conquistare tutte le altre dimensioni alternative per placare la sua sfuggente sete di conquista, a partire dall'universo natale di Ratchet e Clank, con grande disappunto della sua variante originale. Alla fine della battaglia finale, dopo essere stato abbattuto da Rivet viene catturato da un mostruoso Kraken e quindi tenta di manipolare la sua variante, supplicando vigliaccamente in cui potrebbe aver rivendicato la loro vittoria insieme, molto probabilmente lo avrebbe pugnalato alle spalle in seguito se avesse aiutato, e quindi il Dr. Nefarious si rifiuta e lo manda via dal portale. Il tirannico imperatore si dimostra molto più serio e malvagio della sua controparte originale, anche se nonostante abbia avuto qualche dei momenti comici nelle avventure, viene comunque preso molto sul serio ed è molto disprezzato praticamente da tutti gli altri nel gioco, visto che non possiede affatto le sue qualità di redenzione.
È doppiato in inglese da Robin Atkin Downes e in italiano da Marco Pagani.